# Keron Cummings
Keron Nathaniel Cummings (Port of Spain, 28 maggio 1988) è un calciatore trinidadiano, centrocampista del La Horquetta Rangers.